# Hoplidosterus laevicollis
Hoplidosterus laevicollis är en skalbaggsart som först beskrevs av Francis Polkinghorne Pascoe 1867.  Hoplidosterus laevicollis ingår i släktet Hoplidosterus och familjen långhorningar.
Artens utbredningsområde är Madagaskar. Inga underarter finns listade i Catalogue of Life.